# Ультиматум (фильм, 2009, Франция)
«Ультиматум» (фр. Ultimatum) — совместная франко-итало-израильская работа 2009 г. режиссёра Алена Тасма.

## Сюжет
Канун 1990 г. Совет Безопасности ООН напоминает Ираку о необходимости вывода войск с территории Кувейта, в противном случае силы Многонациональной коалиции получают право «использовать все необходимые средства» для прекращения оккупации эмирата. 15 января 1991 г. истекает срок ультиматума ООН. Ирак продолжает оккупацию Кувейта. Начинается «война в заливе» (17 января — 28 февраля 1991). Запад думает о приближении третьей мировой, в то время как Израиль встревожен угрозой Саддама Хусейна применить в его отношении химическое и биологическое оружие.
На этом фоне разворачивается история взаимоотношений двух молодых людей: франко-итальянской студентки Луизы, изучающей историю Древнего мира в Иерусалиме и двадцатитрёхлетнего художника Натанаеля, работающего охранником в восточной части города. Оба в эпицентре событий и оба спрашивают себя когда и чем всё это закончится.

## Актёрский состав
| В ролях       |  | Персонаж        |
| ------------- |  | --------------- |
| Гаспар Ульель |  | Натанаель       |
| Жасмин Тринка |  | Луиза           |
| Мишель Бужена |  | Виктор          |
| Анна Гальена  |  | Рашель          |
| Сара Адлер    |  | Тамара          |
| Хана Ласло    |  | Белла           |
| Лиор Ашкенази |  | Жиль            |
| Таль Фридман  |  | Мотти           |
| Моше Ивги     |  | профессор Файст |
| Мони Мошонов  |  | водитель такси  |